# Rhynchospora boninensis
Rhynchospora boninensis là loài thực vật có hoa trong họ Cói. Loài này được Nakai ex Tuyama miêu tả khoa học đầu tiên năm 1935.